# SVB Eerste Divisie 2024
La SVB Eerste Divisie 2024 fue la 90.ª temporada de la SVB Eerste Divisie y la primera como Segunda División. La temporada comenzó el 19 de abril y terminó el 23 de diciembre de 2024.

## Equipos participantes
- ACoconut FC
- SV Botopasi
- Highwaystar
- Junior 2014
- Real Moengotapoe
- Seaboys
- Slee Juniors
- SNL
- Sophia
- Tahitie
- TOK

## Clasificación
| Pos. | Equipo                  | Pts. | PJ | G | E | P | GF | GC | Dif. | Clasificación 2023    |
| ---- | ----------------------- | ---- | -- | - | - | - | -- | -- | ---- | --------------------- |
| 1    | Real Moengotapoe        | 27   | 10 | 9 | 0 | 1 | 38 | 7  | +31  | Ronda de promoción    |
| 2    | TOK                     | 22   | 10 | 7 | 1 | 2 | 30 | 14 | +16  | Ronda de promoción    |
| 3    | Sophia                  | 18   | 10 | 6 | 0 | 4 | 19 | 19 | 0    | Ronda de promoción    |
| 4    | Seaboys                 | 15   | 10 | 4 | 3 | 3 | 22 | 17 | +5   | Ronda de promoción    |
| 5    | Junior 2014             | 15   | 10 | 5 | 0 | 5 | 23 | 28 | −5   | Ronda de promoción    |
| 6    | Slee Juniors            | 13   | 10 | 3 | 4 | 3 | 19 | 19 | 0    | Ronda de promoción    |
| 7    | ACoconut                | 12   | 10 | 5 | 0 | 5 | 19 | 23 | −4   |                       |
| 8    | Tahitie                 | 10   | 10 | 2 | 4 | 4 | 23 | 31 | −8   |                       |
| 9    | Highwaystar             | 8    | 10 | 2 | 2 | 6 | 13 | 20 | −7   |                       |
| 10   | Surinaam National Leger | 8    | 10 | 2 | 2 | 6 | 14 | 25 | −11  | SVB Lidbondentoernooi |
| 11   | Botopasi                | 5    | 10 | 1 | 2 | 7 | 9  | 26 | −17  | SVB Lidbondentoernooi |

Actualizado a los partidos jugados el 1 de agosto de 2024.
 Fuente: SVB
Notas:
1. ↑  ACoconut se le descontaron 3 puntos.

## Ronda de promoción
| Pos. | Equipo           | Pts. | PJ | G | E | P | GF | GC | Dif. | Clasificación 2023 |
| ---- | ---------------- | ---- | -- | - | - | - | -- | -- | ---- | ------------------ |
| 1    | Real Moengotapoe | 12   | 4  | 4 | 0 | 0 | 9  | 3  | +6   | Expulsado          |
| 2    | Junior 2014 (C)  | 7    | 4  | 2 | 1 | 1 | 13 | 10 | +3   |                    |
| 3    | TOK              | 7    | 4  | 2 | 1 | 1 | 9  | 7  | +2   | Expulsado          |
| 4    | Slee Juniors     | 6    | 4  | 2 | 0 | 2 | 8  | 7  | +1   |                    |
| 5    | Seaboys          | 3    | 4  | 1 | 0 | 3 | 4  | 8  | −4   |                    |
| 6    | Sophia           | 0    | 4  | 0 | 0 | 4 | 5  | 13 | −8   |                    |

Actualizado a los partidos jugados el agosto de 2024.
 Fuente: SVB
Notas:
1. 1 2  En la última jornada, el Real Moengotapoe jugaba contra el TOK y ganaba 4-1, cuando de repente empezó a dejar que el TOK anotara a placer, lo que permitió a sus vecinos de Moengo conseguir la victoria que necesitaban para terminar segundos y ascender. El SVB inició una investigación por amaño de partidos y ambos clubes fueron declarados culpables y expulsados de la liga.